# Rainbow Park
Rainbow Park est une census-designated place du comté de Marion, dans l'État de Floride, aux États-Unis. En 2020, elle compte une population de 1 672 habitants.